# إدارة كوينديو
إدارة كوينديو واحدة من 32 إدارة في كولومبيا، تقع في المنطقة الوسطى الغربية من البلاد، يعبرها جبال الأنديز. عاصمتها أرمينيا. تشتهر بجودة مزارع القهوة، والهندسة المعمارية الملونة، والطقس الجميل، فيها مجموعة متنوعة من أماكن الإقامة الفندقية والمعالم السياحية. تقع في منطقة إستراتيجية، في وسط مثلث تشكلها ثلاث مدن رئيسية في البلاد: بوغوتا، ميديلين وكالي. وتعتبر ثاني أصغر إدارة كولومبية (تحتل فقط 0.2% من الأراضي الوطنية) مع 12 بلدية. تنتمي إلى منطقة بيزا من الناحية الإثنوغرافية والثقافية.